# Dourados
Dourados är en stad och kommun i västra Brasilien och ligger i delstaten Mato Grosso do Sul. Kommunen har cirka 210 000 invånare. Fotbollsspelarna Keirrison och Lucas Leiva är födda här.

## Administrativ indelning
Kommunen var år 2010 indelad i nio distrikt:
- Dourados
- Guaçu
- Indápolis
- Itaum
- Panambi
- Picadinha
- São Pedro
- Vila Formosa
- Vila Vargas

## Befolkningsutveckling
| Område              | Areal (km²)   | Invånarantal 1 augusti 2000 | Invånarantal 1 augusti 2010 | Invånarantal 1 juli 2014 |
| ------------------- | ------------- | --------------------------- | --------------------------- | ------------------------ |
| Kommun              | 4 086,24      | 164 949                     | 196 035                     | 210 218                  |
| Urban befolkning    | Ingen uppgift | 149 928                     | 181 005                     | Ingen uppgift            |
| ...varav centralort | Ingen uppgift | 143 590                     | 173 774                     | Ingen uppgift            |